# 努爾巴努蘇丹
努爾巴努蘇丹（土耳其語、英語：Nurbanu Sultan，1525－1583年12月7日），本名西西莉亞·威尼亞-巴佛，是鄂圖曼帝國蘇丹皇太后，出身威尼斯貴族，與威尼斯總督賽巴斯提阿諾·維涅爾有血緣關係。夫鄂圖曼帝國蘇丹塞利姆二世，子穆拉德三世。在1574年至1583年間，是鄂圖曼帝國的實際掌權者。

## 生平
西西莉亞是帕羅斯島領主尼科洛·威尼亞的女兒。
在1537年的戰事裡，土耳其人征服帕羅斯島時將西西莉亞擄至伊斯坦堡的皇宮，並將其改名為努爾巴努，意為「伶俐女孩」。她成為當時仍為皇子的塞利姆二世之寵妃，並且為皇子後宮之首。塞利姆二世於1566年登基，她雖然被立為蘇丹，並且生下了未來的穆拉德三世，但她並沒有得到掌管帝國後宮的權力，因當時帝國後宮以皇姊米赫麗瑪蘇丹為首。
塞利姆二世於1574年去世，努爾巴努蘇丹隱瞞了他的死因，並將遺體藏在冰棺，直至她的兒子穆拉德從馬尼薩趕抵，十二天後，穆拉德繼任蘇丹。
努爾巴努蘇丹與大維奇爾索库鲁·穆罕默德帕夏共同領導政府，成為蘇丹女權時期的第一位女性攝政者。她與法國王后凱瑟琳·德·美第奇保持著通信。在她九年的攝政時期裡，她採行親威尼斯政策，引起了熱那亞共和國的不滿。努爾巴努蘇丹在伊斯坦堡逝世，死因不明，因此有人認為努爾巴努蘇丹被熱那亞共和國密謀毒殺。
由科查·米馬爾·希南建造的老皇太后清真寺是為努爾巴努蘇丹而建造，位於伊斯坦堡于斯屈达尔。
她與後來成為蘇丹皇太后的莎菲耶蘇丹及喬爾吉歐·巴佛有血緣關係。

## 外部連結
- Women in power 1570-1600 （页面存档备份，存于）

| 前任： 艾謝·哈芙莎蘇丹 | 蘇丹皇太后 1574年 - 1583年 | 繼任： 莎菲耶蘇丹 |